# Torneio Início Paulista de 1996
O Torneio Início do Campeonato Paulista de 1996, foi a 42.ª e última edição. O tradicional torneio teve como campeão a Portuguesa que alcançou o seu terceiro título.
As partidas foram disputadas no dia 21 de janeiro, no estádio Parque Antárctica. Com um público pagante de apenas 3.334 torcedores e uma renda de R$ 18.637,00. 
As 16 equipes se enfrentam em confrontos eliminatórios até chegar ao campeão. Os jogos serão divididos em dois tempos de dez minutos cada. Exceto a final que   será em dois tempos de quinze minutos. As partidas foram realizadas no Estádio Parque Antarctica, que pertence ao Palmeiras.

1. América Futebol Clube (São José do Rio Preto)
2. Associação Esportiva Araçatuba
3. Botafogo Futebol Clube (Ribeirão Preto)
4. Sport Club Corinthians Paulista
5. Associação Ferroviária de Esportes
6. Guarani Futebol Clube
7. Clube Atlético Juventus
8. Mogi Mirim Esporte Clube
9. Grêmio Esportivo Novorizontino
10. Sociedade Esportiva Palmeiras
11. Associação Portuguesa de Desportos
12. Rio Branco Esporte Clube
13. São Paulo Futebol Clube
14. Santos Futebol Clube
15. União São João Esporte Clube
16. Esporte Clube XV de Novembro (Jaú)

Os direitos da competição foram comprados pela TV Bandeirantes e pela TVA/ESPN Brasil. 
Portuguesa 0 x 0 Ferroviária (Escanteios 1x0)
Santos 1 x 0 Novorizontino
América 0 x 0 Guarani (Escanteios 2 x 1 )
Corinthians 0 x 0 Mogi Mirim (Escanteios 2x1)
Palmeiras 0 x 0 Botafogo (Escanteios 1x0)
Araçatuba 2 x 1 União São João
São Paulo 0 x 0 XV de Jaú (Escanteios 2x1)
Rio Branco 1 x 0 Juventus
Portuguesa 0 x 0 Santos (Portuguesa classificou por menos cartões amarelos)
América 0 x 0 São Paulo (Escanteios 2x1)
Corinthians 0 x 0 Araçatuba (Escanteios 1x0)
Rio Branco 1 x 0 Palmeiras
Portuguesa 1 x 0 Corinthians
Gol: Roque

Rio Branco 1 x 0 América
Portuguesa 1 x 0 Rio Branco
Gol: Tininho 
Associação Portuguesa de Desportos
1. ↑  http://futebol80.com.br/
2. ↑   http://www.jogosdoguarani.com/1996/ti96.html
3. ↑   https://www1.folha.uol.com.br/fsp/1996/1/22/esporte/10.html